# Felicia Langer

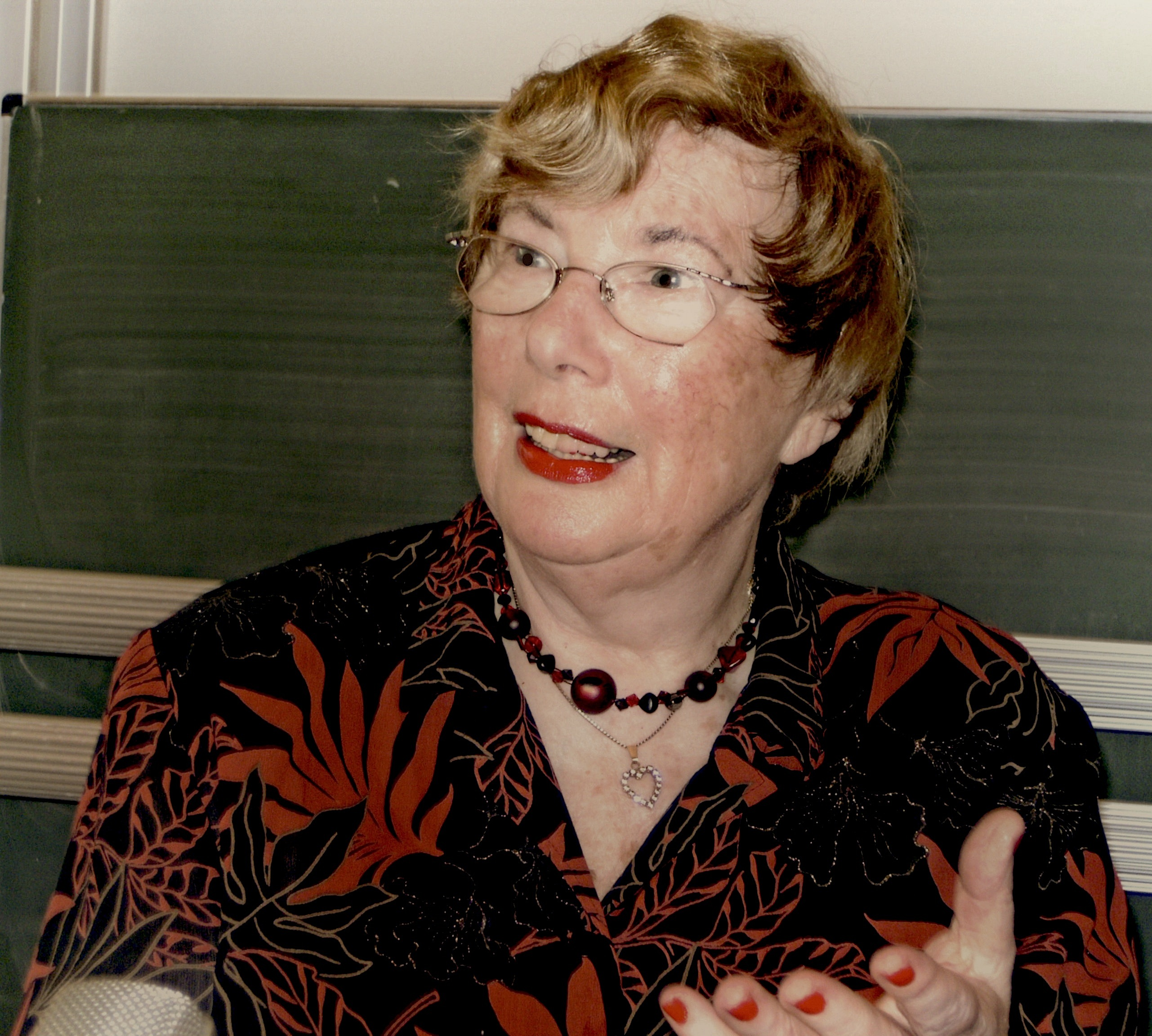
Felicia Langer, kwiecień 2008

Felicia-Amalia Langer, de domo Felicja-Amalia Weit (ur. 9 grudnia 1930 w Tarnowie, zm. 22 czerwca 2018 w Eningen unter Achalm) – izraelsko-niemiecka adwokat i działaczka na rzecz praw człowieka urodzona w Polsce. Laureatka Right Livelihood Award. W lipcu 2009 roku otrzymała Order Zasługi RFN 1. klasy za zasługi na rzecz pokoju, sprawiedliwości i praw człowieka. Przyznanie jej orderu, w świetle jej zaangażowania na rzecz rozwiązania konfliktu bliskowschodniego po jednej z jego stron, wywołało publiczną debatę w Niemczech, Izraelu i USA.

## Życiorys

### Wczesne lata
Urodziła się w 1930 w Tarnowie, w rodzinie żydowskiej. W 1939 roku część jej rodziny uciekła przed niemiecką inwazją do Związku Radzieckiego, pozostali zginęli w Holokauście. Ojciec przyszłej prawniczki trafił w ZSRR do stalinowskiego łagru i tam zmarł.
Po wojnie powróciła do Polski, w 1949 r. we Wrocławiu wyszła za mąż za Mieczysława Langera (1927–2015), jedynego członka swojej rodziny, który przeżył wojnę.

### Izrael
W 1950 roku Langerowie wyemigrowali do Izraela, w 1953 roku urodził się ich syn. W 1959 roku Felicia Langer wstąpiła na Uniwersytet Hebrajski w Jerozolimie, gdzie rozpoczęła studia prawnicze. W 1965 roku uzyskała dyplom i rozpoczęła prywatną praktykę adwokacką. W czasie wojny sześciodniowej 1967 roku, którą sama uważała za moment przełomowy w swoim życiu, zaangażowała się w politykę. M.in. jako pierwszy izraelski adwokat zaangażowała się w ochronę prawną Palestyńczyków z terytoriów okupowanych przez Izrael w czasie procesów przed sądami wojskowymi.
W ciągu 23 lat działalności adwokackiej Langer wygrała zaledwie kilka procesów przed izraelskimi sądami. W 1977 r. Ministerstwo Obrony Izraela wycofało jej licencję pozwalającą jej bronić „w szczególnych przypadkach” Palestyńczyków przed sądownictwem wojskowym, zabroniono jej także reprezentowania obdżektorów, często także sądy odmawiały jej prawa uczestniczenia w rozprawach „ze względów bezpieczeństwa”. Jak sama przyznaje, nie odebrano jej wszakże prawa do występowania przed sądami wojskowymi, a jedynie prawo do bronienia Palestyńczyków i osób uchylających się od służby wojskowej. W 1979 głośny stał się proces burmistrza Nablusa, Bassama Szaki, oskarżonego o podżeganie do terroryzmu i skazanego na wydalenie z kraju. Dzięki skutecznej obronie Felicii Langer, Sąd Najwyższy uchylił nakaz wydalenia.
Felicja Langer była wiceprezeską Izraelskiej Ligi Praw Człowieka, była także członkinią pro-palestyńskiej, antysyjonistycznej i komunistycznej partii Nowa Lista Komunistyczna (Rakach), uczestniczyła także w jej kierownictwie. Po sporze o kierunek rozwoju partii, w 1990 wystąpiła z niej. Zamknęła swoją kancelarię prawniczą i wraz z mężem wyemigrowała do Niemiec. W wywiadzie dla „Washington Post” podkreśliła, że powodem emigracji jest fakt, iż Palestyńczycy nie mogą już liczyć w Izraelu na sprawiedliwość.

### Niemcy
Od 1990 roku mieszkała w Niemczech, w 2008 przyjęła obywatelstwo tego kraju; naturalizacja odbyła się bez, wymaganego zazwyczaj w takich przypadkach, zrzeczenia się obywatelstwa Izraela. Felicia Langer ostatnie lata życia spędziła w Tybindze. Wykładała na uniwersytetach w Bremie i Kassel. Jest patronką stowarzyszenia Dzieci-uchodźcy w Libanie (Flüchtlingskinder im Libanon) wspierającego uchodźców palestyńskich. Od marca 2009 działała w Trybunale Russella ds. Palestyny, organizacji pozarządowej zajmującej się wspieraniem Palestyny.

## Poglądy polityczne
W swoich publikacjach, wykładach i wywiadach Felicia Langer krytykowała politykę Izraela wobec okupowanych terytoriów palestyńskich. Jej zdaniem Izrael wybudował tam tak wiele osiedli żydowskich, że w praktyce można to uznać za aneksję. Podkreślała też, że rozbudowa osiedli podważa rozwiązania pokojowe oparte na idei dwóch państw (Two-state solution). Langer domagała się pełnego opuszczenia przez Izrael zajętych w 1967 terenów i przyznania wszystkim potomkom uchodźców palestyńskich prawa do powrotu. Za swoje działania na rzecz praw Palestyńczyków została w 1990 uhonorowana Right Livelihood Award.
W swoich wypowiedziach Felicia Langer często określa Izrael „państwem współczesnego apartheidu”. W 2002 przyznała, że wprawdzie nie można zaprzeczyć palestyńskiej kampanii terrorystycznej, ale też, że to polityka państwa Izrael utorowała jej drogę. Wsparła w ten sposób wypowiedź wiceprzewodniczącego FDP Jürgena Möllemanna, który uznał selektywną eliminację osób uznanych za terrorystów przez izraelskie siły bezpieczeństwa za element „państwowego terroryzmu”. W 2003 roku napisała przedmowę do książki Jamala Karsliego. W 2005 roku otrzymała nagrodę Ericha Mühsama za „konsekwentne działania na rzecz praw człowieka narodu palestyńskiego”.
W 2009 dziennik „Nürnberger Nachrichten” podał, że Langer przyrównała izraelskie instalacje wojskowe do obozów koncentracyjnych, jednak ona sama zaprzeczyła, by takie słowa padły z jej ust.

## Kontrowersje
Ówczesny prezydent Niemiec Horst Köhler 16 lipca 2009 roku odznaczył Felicię Langer Krzyżem Oficerskim Orderu Zasługi RFN jako wyraz uznania dla całokształtu jej działalności na rzecz praw człowieka. Odznaczenie wręczył jej sekretarz stanu Hubert Wicker w willi Reitzenstein, siedzibie ówczesnego premiera Badenii-Wirtembergii Günthera Oettingera.
Inicjatorką nadania odznaczenia była publicystka Evelyn Hecht-Galinski, a wsparł ją burmistrz Tybingi Boris Palmer, a także rząd Badenii-Wirtembergii.
Odznaczenie Langer spotkało się z krytyką wielu osób i środowisk, m. in. ze strony Centralnej Rady Żydów w Niemczech, nowojorskiego American Jewish Committee, a także niektórych gmin żydowskich i Deutsch-Israelische Gesellschaft Henryk Broder wyraził przypuszczenie, że prezydent Niemiec podjął decyzję o przyznaniu odznaczenia nieświadom wrogich wobec Izraela wypowiedzi laureatki. Z kolei wiceprzewodniczący Centralnej Rady Żydów Dieter Graumann w wywiadzie uznał, że Niemcy odznaczyły osobę „zawodowo, chronicznie i obsesyjnie zajmującą się demonizowaniem Izraela”.
Arno Lustiger, Ralph Giordano i Arno Hamburger zapowiedzieli zwrócenie przyznanych im wcześniej orderów, jeśli decyzja w sprawie odznaczenia Langer nie zostanie uchylona. Ostatecznie tylko ostatni z nich faktycznie zwrócił swoje odznaczenia. Odznaczenie zwrócił także izraelski przewodnik Motke Szomrat, uhonorowany za zaangażowanie na rzecz pojednania między Żydami i Niemcami, tłumacząc to poparciem Langer dla antyizraelskich wypowiedzi Mahmuda Ahmadineżada, choć sama Felicia Langer odrzuciła te oskarżenia. Odznaczenie skrytykował także rzecznik izraelskiego MSZ twierdząc, że laureatka popiera „siły wspierające przemoc, śmierć i ekstremizm”.
Pedagog Micha Brumlik skrytykował wystąpienie Langer, jej argumentację i słownictwo jako zbyt jednostronne, a jej napomknięte porównanie izraelskiej polityki okupacyjnej z holocaustem jako absurdalne. Obwinianie jedynie Izraela za sytuację na Bliskim Wschodzie ocenił jako zgodne z argumentacją antysemicką. Mimo to uznał, że Federalny Krzyż Zasługi otrzymała „być może zasłużenie”, bo zwróciła uwagę na to, że prawa człowieka ludności arabskiej w okupowanym przez Izrael Zachodnim Brzegu Jordanu są stale gwałcone
Boris Palmer i rząd Badenii-Wirtembergii bronili decyzji o przyznaniu medalu tłumacząc, że honoruje on dokonania Langer, a nie jej poglądy. Podczas wręczenia odznaczenia 23 lipca 2009 Palmer nazwał kampanię przeciwko Langer oszczerczą i nakierowaną na uciszenie krytyki Izraela. Sama zainteresowana twierdziła, że wierzy, że krytykując Izrael robi coś dobrego także dla narodu izraelskiego, nie tylko dla Palestyńczyków.

## Pisma
- Die Zeit der Steine. Przekład z hebrajskiego. Lamuv, Göttingen 1989, ISBN 978-3-88977-379-1.
- Zorn und Hoffnung. Przekład z hebrajskiego. Lamuv, Göttingen 1991, ISBN 3-88977-440-7.
- Brücke der Träume. Eine Israelin geht nach Deutschland. Przekład z hebrajskiego. Lamuv, Göttingen 1994, ISBN 3-88977-385-0.
- Wo Hass keine Grenzen kennt: eine Anklageschrift. Przekład z hebrajskiego i angielskiego. Lamuv, Göttingen 1995, ISBN 3-88977-397-4.
- «Laßt uns wie Menschen leben!» Schein und Wirklichkeit in Palästina. Przekład z hebrajskiego i angielskiego. Lamuv, Göttingen 1999, ISBN 3-88977-538-1.
- Miecius später Bericht: eine Jugend zwischen Getto und Theresienstadt. Przekład z hebrajskiego. Lamuv, Göttingen 1999, ISBN 3-88977-539-X.
- Quo vadis, Israel? Die neue Intifada der Palästinenser. Przekład z angielskiego. Lamuv, Göttingen 2001, ISBN 3-88977-615-9.
- Brandherd Nahost. Oder: Die geduldete Heuchelei. Przekład z angielskiego. Lamuv, Göttingen 2004, ISBN 3-88977-644-2.
- Die Frau, die niemals schweigt. Stationen eines Lebens. Lamuv, Göttingen 2005, ISBN 3-88977-664-7.
- Die Entrechtung der Palästinenser. 40 Jahre israelische Besatzung. Przekład z angielskiego. Lamuv, Göttingen 2006, ISBN 3-88977-680-9.
- Um Hoffnung kämpfen. Lamuv, Göttingen 2008, ISBN 3-88977-688-4.
- Mit Leib und Seele – Autobiographische Notizen. Zambon-Verlag, Frankfurt am Main 2012, ISBN 978-3-88975-201-7.

## Nagrody
- 1988: Hans-Litten-Preis przyznana przez Vereinigung Demokratischer Juristinnen und Juristen
- 1990: Right Livelihood Award
- 1990: Honorowe obywatelstwo miasta Nazaret
- 1991: Nagroda Brunona Kreiskiego za Wspieranie Praw Człowieka[39]
- 1998: Lista 50 najbardziej wpływowych kobiet Izraela (plebiscyt czasopisma „You”)
- 2005: Erich-Mühsam-Preis przyznana przez Erich-Mühsam-Gesellschaft[40][41]
- 2006: Menschenrechtspreis przyznana przez Gesellschaft zum Schutz von Bürgerrecht und Menschenwürde[42]
- 2009: Krzyż Kawalerski Orderu Zasługi RFN
- 2012: Palestyński Order za Wyjątkowe Zasługi[43]